# 스티브 시셱
스티브 R. 시셱(Steven R. Cishek, 1986년 6월 18일 ~ )은 미국의 전직 야구 선수이다.